# Herbert Tschäpe
Herbert Tschäpe (Berlín, 15 de enero de 1913-Ciudad de Brandeburgo, 27 de noviembre de 1944) fue un obrero de la construcción comunista que fue parte de la resistencia alemana al nazismo.

## Biografía
Herbert Tschäpe nació en una familia socialdemócrata y creció en Berlín. Se unió a la Liga de los Jóvenes Comunistas de Alemania (Kommunistischer Jugendverband Deutschlands o KJVD), empezando una carrera como funcionario del Partido Comunista de Alemania (Kommunistische Partei Deutschlands o KPD). Siendo jefe del subdistrito de Neukölln del KPD o del KJVD, fue detenido a finales de 1933 y condenado a un año de prisión. Después de su arresto reanudó su trabajo ilegal y en 1936 huyó a Praga para evitar otra detención. En 1937 fue a España, luchando contra las tropas de Francisco Franco.
En febrero de 1939 se convirtió en prisionero de guerra en Francia, donde continuó su trabajo para el KPD. En 1940 o en 1941 fue deportado al campo de concentración de Sachsenhausen. Ayudado por miembros de la resistencia ilegal en Berlín o por su pareja Lisa Walter logró huir del campo de concentración.
A continuación se unió al grupo de resistencia llamado Organización Saefkow-Jacob-Bästlein. Redactó volantes dirigidos a prisioneros de guerra franceses y tradujo mensajes de comunistas franceses al KPD ilegal. En julio de 1944 fue detenido y el 24 de octubre de 1944 condenado a muerte. Fue ejecutado el 27 de noviembre de 1944 a la edad de treinta y un años.